# Carménère
Carménère és una varietat de raïm que originalment es conreava a la regió de Médoc (Bordeus, Aquitània. Normalment es va utilitzar per a produir vins negres intensos amb la intenció de barrejar-lo amb d'altres, com es fa, per exemple, amb el Petit Verdot.

## El desastre de la fil·loxera
El Carménère va ser un dels ceps més àmpliament conreats a principis del segle xix a les regions de Médoc i Graves a Bordeus. El 1860 es produí un desastre, les vinyes franceses foren atacades per la fil·loxera, un insecte homòpter diminut que afecta l'arrel i les fulles xuclant la saba de les plantes. Aquesta plaga va destruir la majoria de les vinyes europees de totes les varietats, i extingir del tot el cep carménère de totes les vinyes franceses, i europees en general, que a poc a poc van començar a reemplaçar-la per altres ceps menys sensibles com el Merlot.
Una excepció és el conreu de carménère a Vèneto, on però, la veritat es diu cabernet franc. La majoria dels vins carbernet de Veneto és, en veritat, vins de carménère. A Vèneto el carménère és actualment una de les varietats més importants i el seu conreu va començar probablement ja el segle xvii, introduït des de França, però el nom es va equivocar. El Carménère va reemplaçar les varietats més típics de Vèneto, com les marzemina, rabosa i Corbinel-la. Avui existeixen més de 4 mils hectàrees de vinya conreades amb carménère a la part oriental de Veneto.

## El redescobrimient
L'any 1994 es produí un fet important, el Carménère és redescobert a Xile, per l'ampelògraf francès Jean-Michel Boursiquot, qui va advertir que algunes parres de Merlot trigaven més a madurar. Els resultats d'estudis realitzats van concloure que es tractava de l'antiga varietat de Bordeaux Carménère. El cep que es pensava extingit era redescobert. El Carménère havia estat introduït a Xile en 1850 des de França, i havia romàs anònim, confós amb el Merlot.
La major concentració territorial dedicada al cultiu d'aquest cep es troba avui en les valls centrals de Xile, especialment a les regions VI, VII i Metropolitana. Segons el Cadastre Viticola Nacional (2005) elaborat pel servei Agrícola i Ramader, existeixen 6.849,2 hectàrees plantades en el país, sent la tercera en importància en els cepatges negres després del Cabernet Sauvignon i el Merlot. La investigació genètica recent ha comprovat que la varietat pot estar llunyanament emparentada amb el Merlot. Actualment, les empreses vitivinícoles xilenes inverteixen molt en aquest cep amb el propòsit de crear una identitat pròpia per al vi xilè basant-se en el Carménère, seguint l'exemple de les empreses australianes i la varietat Syrah.
La importància que la indústria vitivinícola xilena ha volgut donar-li al cep, va quedar patent durant el primer concurs internacional "Carménère al Món" que l'Associació d'Enòlegs de Xile va realitzar l'any 2006 i en el qual es van presentar més de 200 mostres de la varietat. L'any 2006 la Vinya San Pedro va llançar una nova producció de Carménère amb el nom de Castell de Lándiras en Homenatge als 400 anys de la Companyia de María a Xile. Producció reservada com a commemoració d'aquest orde religiós que té els seus orígens en Bordeus.

## Característiques
El Carménère es distingeix per un color vermell profund, aroma on sobresurten notes verdes. En el seu gust es troba la xocolata i notes de fruites vermelles, baies i espècies. Els seus tanins són més amigables i suaus que els del Cabernet Sauvignon. Les seves notes vegetals el fan menys elegant que un Merlot. És un vi de cos mitjà, fàcil de `rendre i que ha de beure's jove. El Carménère es dona millor en sòls que retinguin aigua, ja que tendeix a deshidratar-se. Els millors sòls són els argilencs i amb poca grava o pedregositat, a diferència del Cabernet Sauvignon.